# Idmoneoides
Idmoneoides är ett släkte av mossdjur. Idmoneoides ingår i ordningen Cyclostomatida, klassen Stenolaemata, fylumet mossdjur och riket djur.
Kladogram enligt Catalogue of Life:
| Idmoneoides | \| \| Idmoneoides arctoflabellaris \| \| \| \| \| \| Idmoneoides simplex \| \| \| \| |
|             | \| \| Idmoneoides arctoflabellaris \| \| \| \| \| \| Idmoneoides simplex \| \| \| \| |
|             | Idmoneoides arctoflabellaris                                                         |
|             |                                                                                      |
|             | Idmoneoides simplex                                                                  |
|             |                                                                                      |